# Николаево-Дарьино
Николаево-Дарьино — село в Суджанском районе Курской области России. Входит в состав Свердликовского сельсовета.

## География
Село находится на юго-западе Курской области, в пределах Обоянской гряды, в юго-западной части Среднерусской возвышенности, в лесостепной зоне, на правом берегу реки Снагости, на расстоянии примерно 18 километров (по прямой) к северо-западу от города Суджи, административного центра района. Абсолютная высота — 173 метра над уровнем моря.
Улицы
В селе улицы: Бычановка, Узнамойка, Ульяновка, Участок.
Климат
Климат характеризуется как умеренно континентальный, с тёплым летом и умеренно холодной зимой. Среднегодовая температура — 5,9 °C. Средняя температура воздуха самого тёплого месяца (июля) — 19,6 °C (абсолютный максимум — 39 °C); самого холодного (января) — −7,9 °C (абсолютный минимум — −37 °C). Безморозный период длится в течение 155 дней. Среднегодовое количество атмосферных осадков составляет 639 мм.
Часовой пояс
Село Николаево-Дарьино, как и вся Курская область, находится в часовой зоне МСК (московское время). Смещение применяемого времени относительно UTC составляет +3:00.

## История
В ходе боёв в Курской области, 7 августа 2024 года, село было захвачено ВСУ. 22 января 2025 года, ВС РФ освободили село.

## Население
| 2002 | 2010 |
| ---- | ---- |
| 175  | ↘153 |

Половой состав
По данным Всероссийской переписи населения 2010 года в половой структуре населения мужчины составляли 49 %, женщины — 51 %.
Национальный состав
Согласно результатам переписи 2002 года, в национальной структуре населения русские составляли 98 %.

## Инфраструктура
Личное подсобное хозяйство. В селе 114 домов.

## Транспорт
Николаево-Дарьино находится в 8 км от автодороги регионального значения 38К-030 (Рыльск — Коренево — Суджа), в 17 км от автодороги 38К-024 (Льгов — Суджа), в 3 км от автодороги межмуниципального значения 38Н-568 (38К-030 — Дарьино), на автодорогe 38Н-743 (Дарьино — Николаево-Дарьино), в 12 км от автодороги 38Н-565 (38К-030 — Лебедевка), в 19,5 км от ближайшей ж/д станции Локинская (линия Льгов I — Подкосылев). Остановка общественного транспорта.
В 130 км от аэропорта имени В. Г. Шухова (недалеко от Белгорода).

## Достопримечательности
Братская могила 43-х воинов Советской Армии, погибших в период Великой Отечественной войны.